# ویلیام فیو
ویلیام فیو (به انگلیسی: William Few) سناتور سابق عضو حزب دموکرات-جمهوری‌خواه بود. وی در سال ۱۷۸۹ تا ۱۷۹۳ میلادی سناتور ایالت جورجیا در سنای ایالات متحده آمریکا بود.